# Pee Wee Ellis
Alfred „Pee Wee“ Ellis (21. dubna 1941, Bradenton, Florida - 24. září 2021) byl americký saxofonista.
V roce 1949 se s rodinou přestěhoval do texaského Lubbocku, kde měl v roce 1954 svůj první veřejný koncert. O rok později se přestěhoval do newyorského Rochesteru a o dva roky později do New Yorku a zahájil studium na Manhattan School of Music. V letech 1965–1969 byl členem kapely Jamese Browna a od konce sedmdesátých let spolupracoval s Van Morrisonem. Během své kariéry spolupracoval i s dalšími hudebníky, mezi které patří Shirley Scott, Tom Fogerty, Charlie Musselwhite nebo Jack McDuff.